# Мураччоле
Мураччоле (фр. Muracciole, корс. U Muracciole) — коммуна во Франции, находится в регионе Корсика. Департамент коммуны — Верхняя Корсика. Входит в состав кантона Венако. Округ коммуны — Корте.
Код INSEE коммуны — 2B171.

## Население
Население коммуны на 2008 год составляло 46 человек.
| 1962 | 1968 | 1975 | 1982 | 1990 | 1999 | 2008 |
| ---- | ---- | ---- | ---- | ---- | ---- | ---- |
| 74   | 96   | 87   | 71   | 40   | 38   | 46   |

## Экономика
В 2007 году среди 24 человек в трудоспособном возрасте (15—64 лет) 17 были экономически активными, 7 — неактивными (показатель активности — 70,8 %, в 1999 году было 56,0 %). Из 17 активных работали 15 человек (9 мужчин и 6 женщин), безработными были 2 женщин. Среди 7 неактивных 1 человек был учеником или студентом, 2 — пенсионерами, 4 были неактивными по другим причинам.

## Фотогалерея

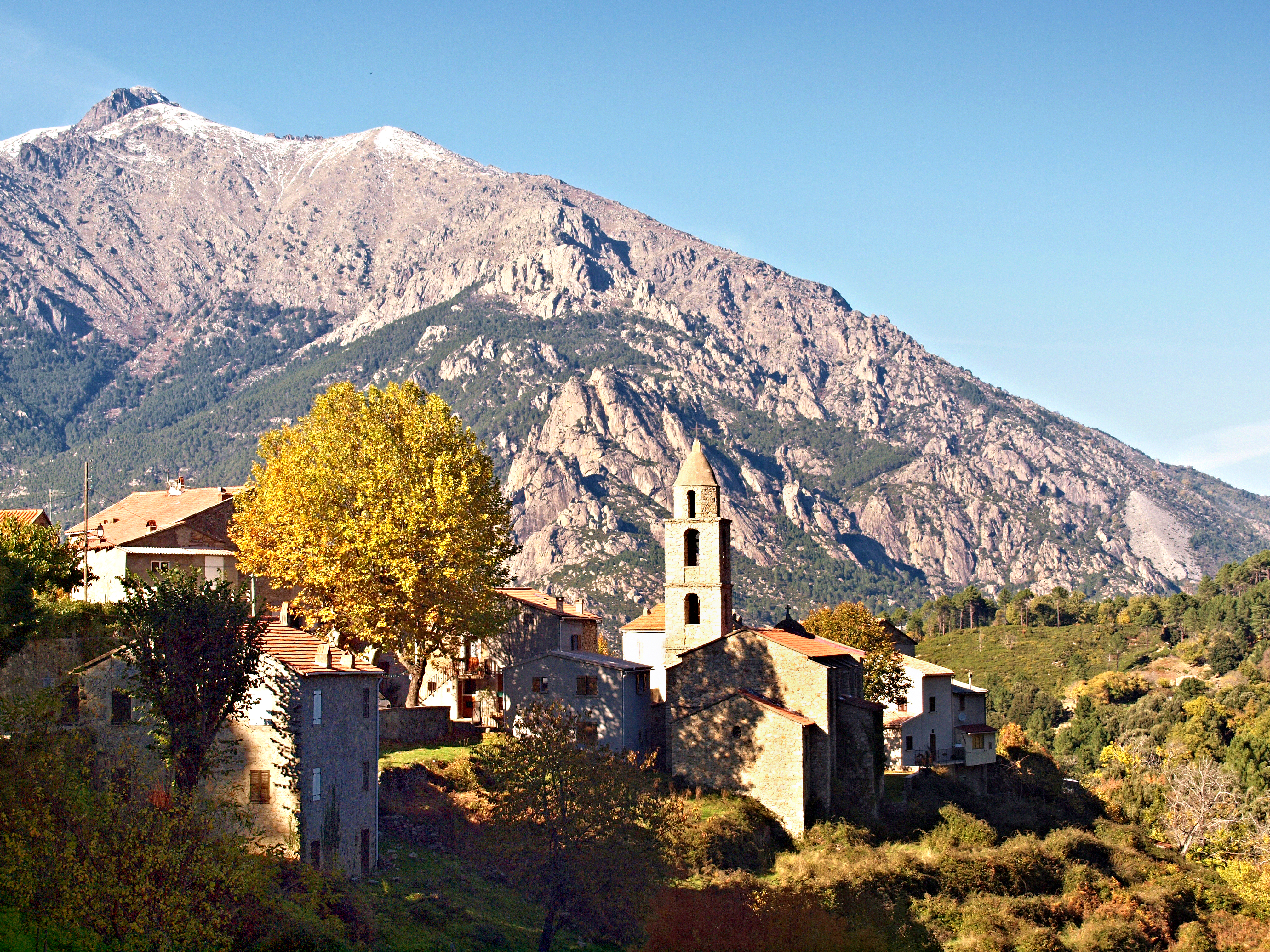
Монте-Кардо (вид из Мураччоле)
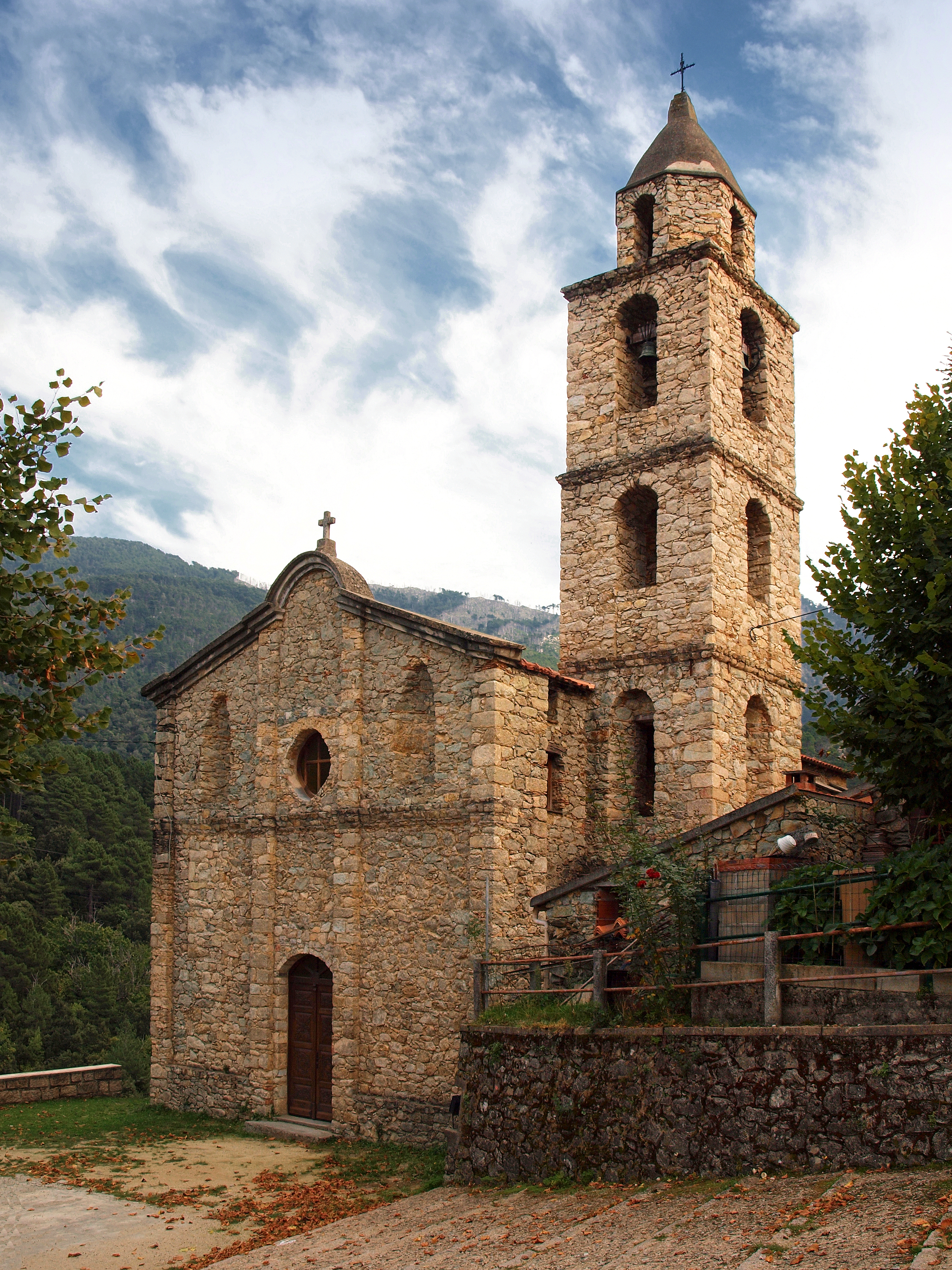
Церковь Успения
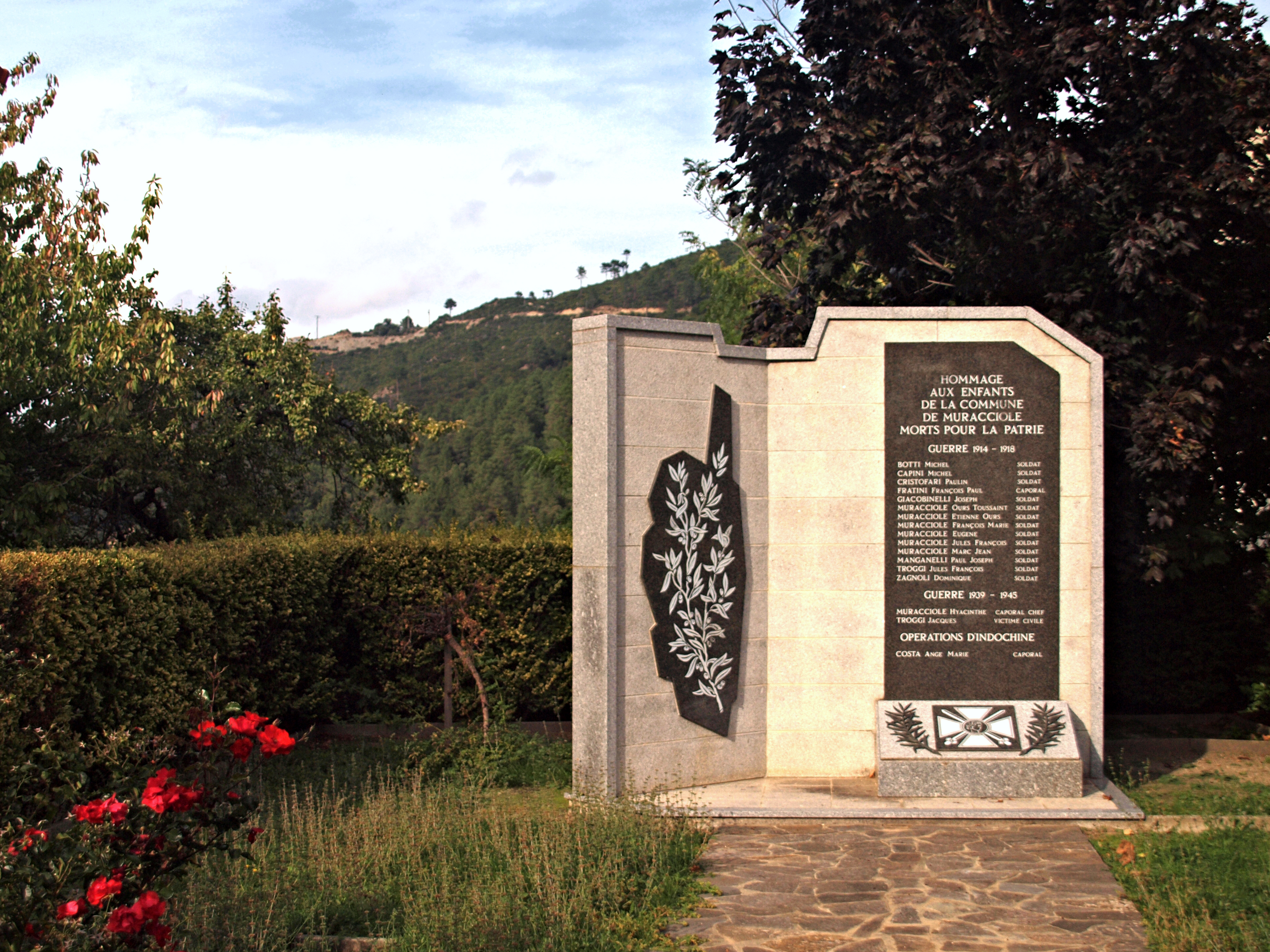
Военный монумент
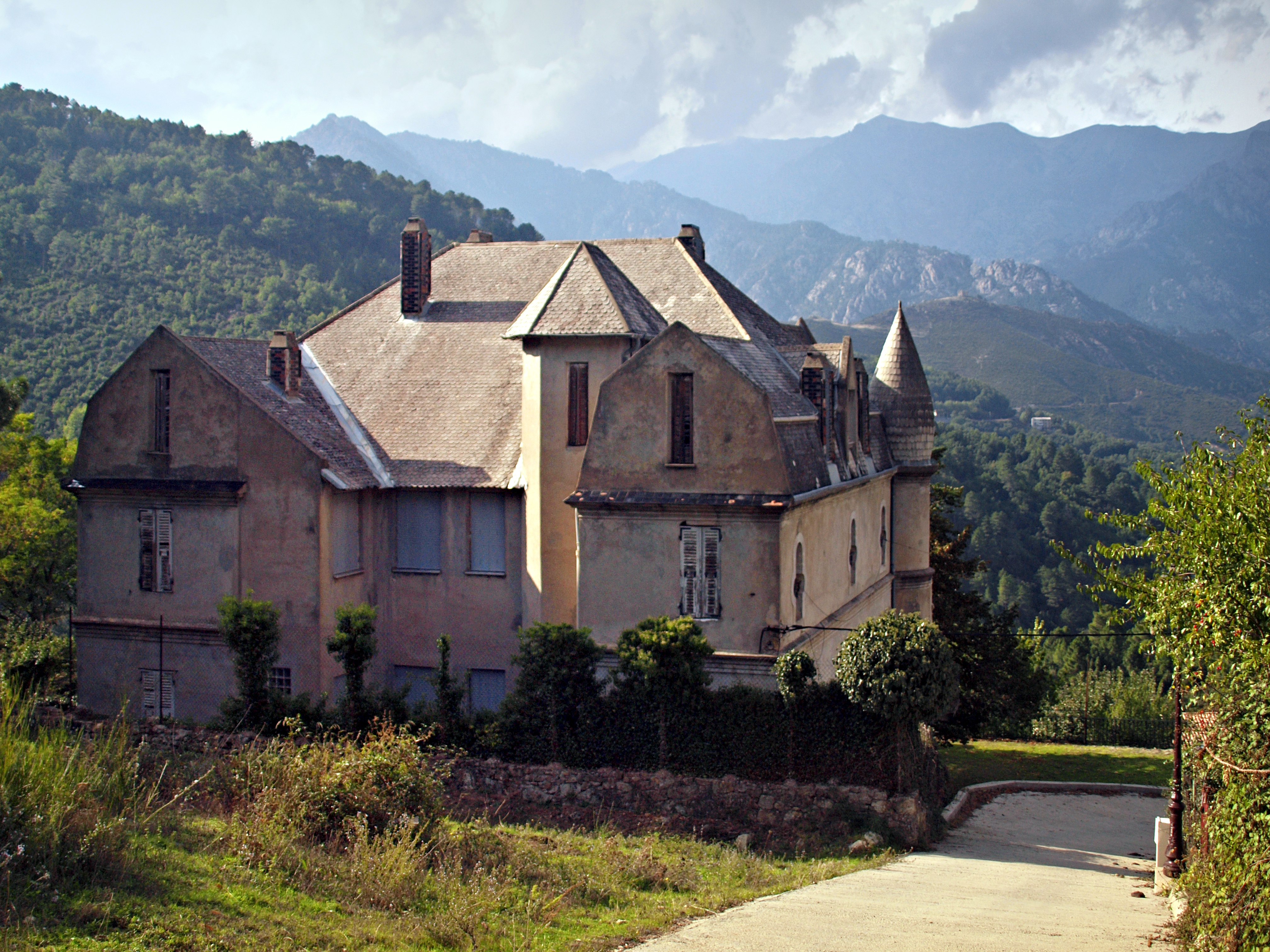
Шато